# Attalens
Attalens (Atalin  ou Talin en patois fribourgeois) est une localité et une commune suisse du canton de Fribourg, située dans le district de la Veveyse.

## Géographie
Attalens est situé dans la partie sud du canton de Fribourg, à la limite du canton de Vaud. La ligne de partage des eaux entre la mer du Nord et la mer Méditerranée passe dans la commune, notamment par le mont Vuarat.
La commune d'Attalens mesure 9,76 km2. 13,3 % de cette superficie correspond à des surfaces d'habitat ou d'infrastructure, 59,5 % à des surfaces agricoles, 26,9 % à des surfaces boisées et 0,3 % à des surfaces improductives. 
Outre le village d'Attalens, le village comprend les villages de Tatroz et Vuarat, ainsi que les hameaux de Rombuet et Corcelles.

### Communes limitrophes
Attalens est limitrophe de Bossonnens, Granges (Veveyse) et Remaufens ainsi que de Chardonne, Corsier-sur-Vevey, Jongny et Oron dans le canton de Vaud.

## Histoire
La seigneurie d'Attalens est mentionnée dès 1274 comme propriété des seigneurs d'Oron. Elle passa au cours des siècles dans de nombreuses mains avant d'être achetée par Fribourg en 1615 et transformée en bailliage.
La population d'Attalens a fortement augmenté depuis les années 1970, avec notamment l'arrivée de nombreux Vaudois.

## Population

### Gentilé et surnoms
Les habitants d'Attalens se nomment Attalensois[réf. souhaitée] (lè Talenî en patois fribourgeois). Ils sont surnommés lè Critsavrè (les hottiers) ou lè Poartâ-Lota (idem).
Les habitants de la localité de Vuarat sont surnommés les Rats ; ceux de Tatroz, lè Pre Dyindô (les poires Guindaux en patois fribourgeois).

### Évolution démographique
Attalens compte 3 682 habitants au 31 décembre 2022 pour une densité de population de 377 hab/km2. Sur la période 2010-2019, sa population a augmenté de 22,4 % (canton : 15,5 % ; Suisse : 9,4 %).  

## Monuments
Deux monuments de la commune sont répertoriés dans l'inventaire des biens culturels suisses d'importance régionale :
- Le château d'Attalens a probablement été construit aux XIIe – XIIIe siècle et fut en partie reconstruit après 1615. Au XIXe siècle, il subit des transformations radicales qui en ont complètement modifié l'aspect.
- L'église Notre-Dame de l'Assomption.

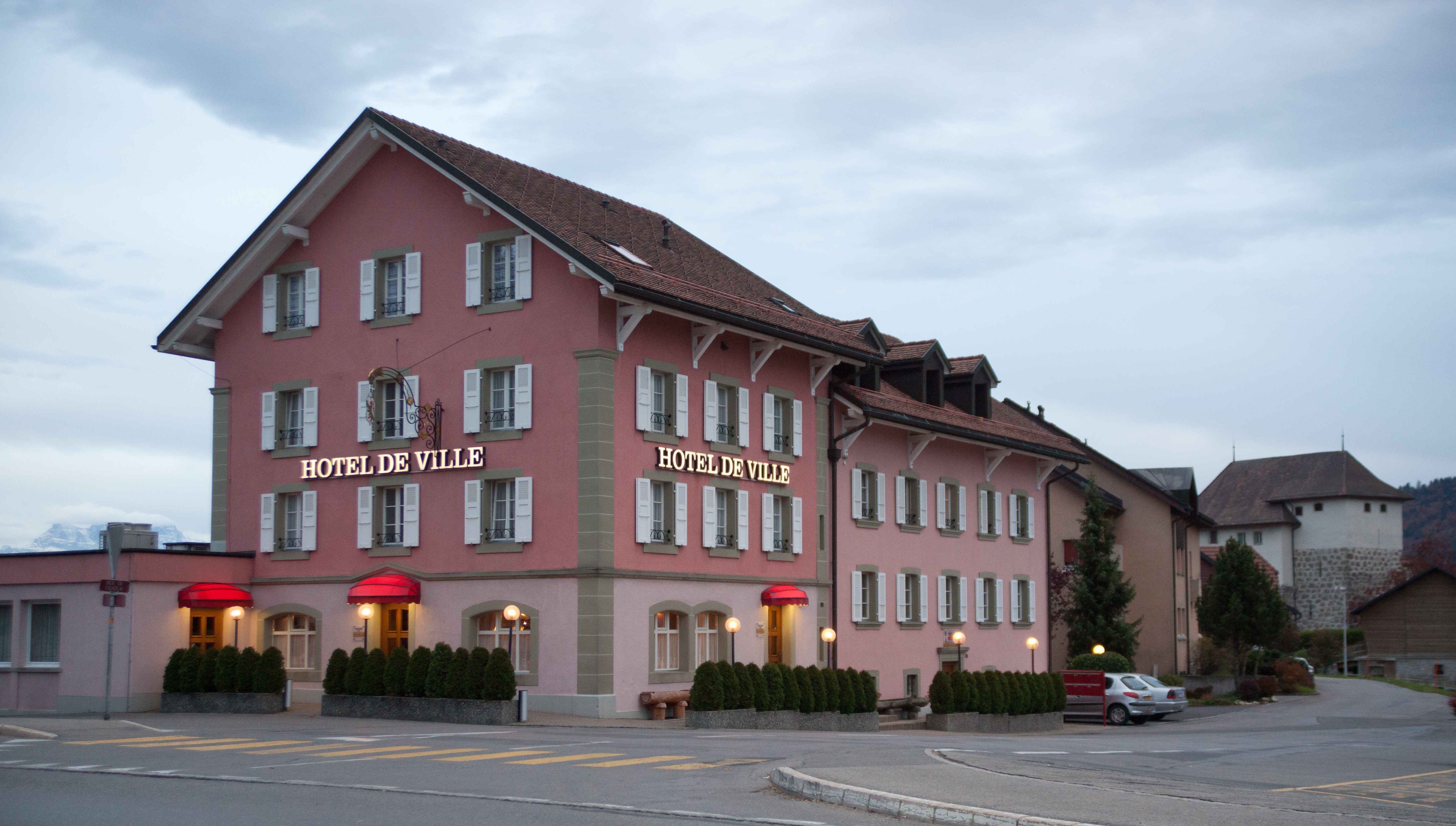
L'hôtel-restaurant communal et, en arrière-plan, le château.
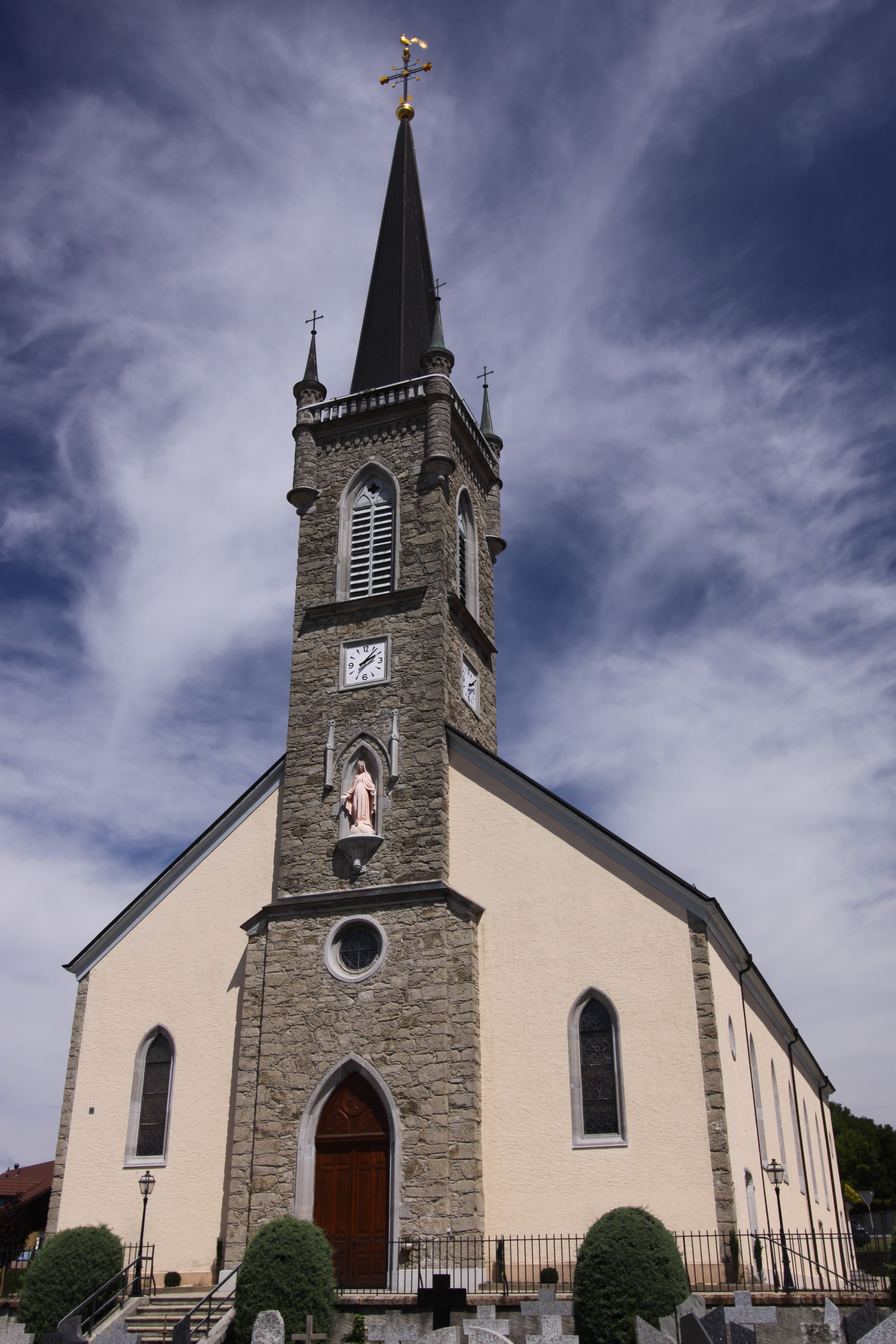
Notre-Dame de l'Assomption.